# Jagong (Kunduran)
Jagong is een bestuurslaag in het regentschap Blora van de provincie Midden-Java, Indonesië. Jagong telt 2323 inwoners (volkstelling 2010).